# Udziców Górny
Udziców Górny – część wsi Udziców w Polsce, położona w województwie świętokrzyskim, w powiecie ostrowieckim, w gminie Kunów.
W latach 1975–1998 Udziców Górny administracyjnie należał do województwa kieleckiego.